# Dungans
Dungans o tungans (xinès tradicional: 東干族, xinès simplificat: 东干族, pinyin: Dōnggānzú, transcripció antiga: T'ung-kan; rus: Дунга́не, Dungane) és el nom turc donat als hui (xinesos musulmans) barrejats o influïts pels turcs al Turquestan oriental, que eren majoria al kanat de Komul i a Jungària. Al Kansu, Ningxia, Shensi i Tsinghai, els musulmans xinesos generalment no estaven influïts per pobles turquesos. Els dungans del Xinjiang eren uns 92.000 vers el 1945. Els dungans, tot i que musulmans com els uigurs del Turquestan oriental, eren, a diferència d'aquests, aliats amb el Kuomintang xinès que, al seu torn, era enemic de la població musulmana turca de Xinjiang. A la Xina, no hi ha estadístiques actualitzades dels dungans perquè són inclosos dins els Hui.
Ja l'emperador Qianlong (1735-1796) va establir grups de huis del Kansu i Shensi a la regió de l'Ili a l'entorn de Kuldja i, al segle xix, hi va haver altres emigracions. Amb l'enfonsament del règim de Muhammad Yakub Beg a Kashghària, molts musulmans que li donaven suport i no eren uigurs van emigrar a la zona de l'Ili en territori de la Rússia imperial i després de la Rússia Soviètica. Aquestes emigracions van originar els moderns dungans del Kirguizstan i del Kazakhstan; la majoria viuen a la vall del riu Txu, i tenen un fort sentiment de la seva identitat ètnica. La seva llengua (el dungan) és un dialecte del xinès del Kansu; el 1955, van adoptar l'escriptura ciríl·lica (amb 5 caràcters complementaris). Els dungans de la Unió Soviètica superaven els 100.000 el 1980. El 2010, s'estimava el seu nombre en 110.000, la majoria al Kirguizstan (60.000), però incloent-hi també els del Kazakhstan (40.000) i els de l'Uzbekistan (uns 10.000).